# Azan
Azan ou Ázan (em grego antigo: Ἀζᾶν), na mitologia grega, foi um rei lendário da Arcádia, filho de Arcas e da ninfa dríade Erato. A cidade de Azânia teria recebido o nome em sua homenagem. De acordo com Diodoro Sículo, casou-se com Hipólita, filha do rei Dexâmeno; durante a festa do casamento Héracles matou o centauro Euritião, que estava ofendendo a noiva. De acordo com Pausânias, ele foi o pai de Cleitor.